# دستي ميلر (لاعب كرة قاعدة)
دستي ميلر (بالإنجليزية: Dusty Miller)‏ هو لاعب كرة قاعدة أمريكي، ولد في 3 سبتمبر 1876 في مالفيرن في الولايات المتحدة، وتوفي في 19 أبريل 1950 في ستوكتون في الولايات المتحدة.

## وصلات خارجية
- دستي ميلر (لاعب كرة قاعدة) على موقعبيزبول رفرنس.كوم (الدوري الرئيسي) (الإنجليزية)
- دستي ميلر (لاعب كرة قاعدة) على موقعبيزبول رفرنس.كوم (الدوري الثانوي) (الإنجليزية)